# 商人 (商法)
日本の商法における商人（しょうにん）は、「自己の名をもって商行為をすることを業とする者」である（商法4条1項）。法人も含む。ここにいう商行為は絶対的商行為（501条各号）又は営業的商行為（502条各号）をいい、これらを基本的商行為という。
以下、商法は条数のみ記載する。

## 概要
「自己の名をもって」とは、自己が法律効果の帰属主体となる旨を表示することをいう（代理を参照）。また、「業として」とは、少なくとも赤字にはならないことを目標として反復継続する意思で行うことを意味する。これらの条件を満たす者が商人ということになる。
会社法上の会社（株式会社、合名会社、合資会社、合同会社）は、その事業としてする行為及びその事業のためにする行為が商行為となることから（会社法第5条）、講学上の商事会社か民事会社かを問わず、商法第4条1項により必然的に商人となる。
4条1項に定められた本来的な意味での商人を固有の商人という。
このほか、商法では、店舗その他これに類似する設備によって物品を販売することを業とする者（4条2項前段）、鉱業を営む者（同項後段）も事業の態様という点から商人とみなすことにしている。これらは擬制商人（ぎせいしょうにん）と呼ばれており、講学上、固有の商人とは区別される。
商人の定義と商法の関係
日本の商法の規定には対象者が商人であることを法律要件（適用するための条件）の一つとしているものが数多くあるが、これは、そもそも商法（実質的意義の商法）が商人の活動ないしは商行為の特質をふまえて民法を修正する目的で形成されてきた歴史的経緯によるものであり、「商人」を定義することは商法学の基本である。
商行為法主義と商人法主義、および両者の折衷
上述したとおり、日本の商法はまず商行為の概念を定義し、これをなすことを業とする者として商人を定義しているから、商人という概念よりも商行為という概念の方がより基本的な概念である。このように、商行為という概念を商法の適用範囲を画する基礎に置く立法姿勢を、商行為法主義（しょうこういほうしゅぎ）あるいは客観主義（きゃっかんしゅぎ）という。これに対して、商法の適用対象を「商人」として規定する立法姿勢を商人法主義（しょうにんほうしゅぎ）あるいは主観主義（しゅかんしゅぎ）という。中世における階級法としての商人法とは意味が異なる。
日本においては、国家学者ロエスレルによって起草された旧商法はフランス商法典、明治32年商法は普通ドイツ商法典 (Allgemeines Deutsches Handelsgesetzbuch) といずれも商行為法主義を採用した商法典が基礎におかれている。そのため形式上は商行為が基礎概念となっているが、商人法主義も一部取り入れられている（これはロエスレルによるところが大きい）。本項の冒頭で日本の商法は商行為法主義を採用するといいながら、前項で対象者が商人であることを法律要件の一つとする規定が数多いともいったのは、この折衷主義が原因である。

## 小商人
商人のうち、法務省令で定めるその営業のために使用する財産の価額が法務省令で定める金額50万円を超えないものを小商人といい、未成年者登記（5条）、後見人登記（6条）、商業登記（第3章）、商号登記（11条2項）、商号譲渡の登記（15条2項）、営業譲受人が譲渡人の債務を弁済する責任を負わない旨の登記（17条2項前段）、商業帳簿（19条）及び支配人の登記（22条）の規定は、小商人については適用されない（7条）。

## 商人資格の得喪時期

### 商人資格の取得
- 会社の商人資格の取得

会社は設立の登記の時に商人資格を取得する（会社法第49条）。
- 自然人・会社以外の法人の商人資格の取得
  - 表白行為説
  - 営業意思主観的実現説
  - 営業意思客観的認識可能性説
  - 段階説

### 商人資格の喪失
- 会社の商人資格の喪失

会社は清算の結了によって商人資格を喪失する（会社法第476条・会社法第645条）。
- 自然人・会社以外の法人の商人資格の喪失

営業の残務が終了した時に商人資格を喪失する。

## 商人ではないもの
信用保証協会（最高裁昭和42年10月6日判決民集21巻8号205頁）、信用金庫（最高裁昭和63年10月18日民集42巻8号575頁）や信用協同組合（最高裁昭和48年10月5日判例時報726号92頁）は、日本では商人ではないとされている。また、弁護士、司法書士、税理士などの職業（いわゆる士業）も、ならびに医師などの医療関係専門職も絶対的商行為、営業的商行為を行わないため商人ではない。弁護士法人、司法書士法人、税理士法人などのいわゆる士業法人、ならびに医療法人も同様である。